# Chih-bing Lam

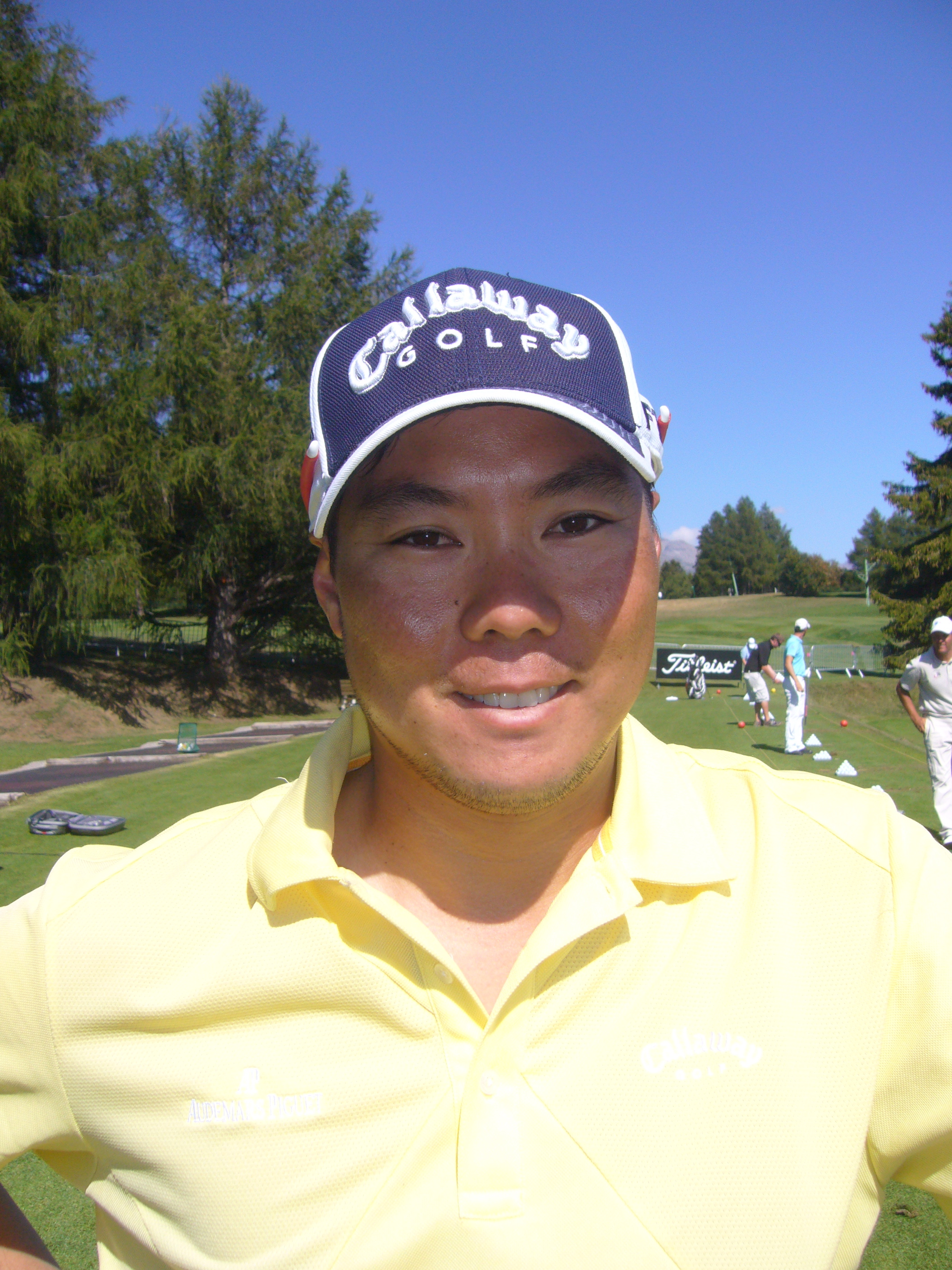
2009: European Masters in Crans

Chih-bing Lam (29 december 1976) is een golfprofessional uit Singapore.
Lam werd in 1999 professional en speelde voornamelijk op de Aziatische PGA Tour, waar hij in 2008 tweede werd op het Johnnie Walker Cambodian Open. Een week later won hij de Volvo Masters dat, net als tot 2008 in Europa, het afsluitende toernooi van het seizoen in Azië is. Zijn laatste ronde van 67 gaf hem een voorsprong van twee slagen op Chapchai Nirat uit Thailand, en drie slagen op Terry Pilkadaris uit Australië.
In 2009 speelde hij onder andere het Bridgestone Invitational kampioenschap, dat voor de 7e keer door Tiger Woods gewonnen werd. Lam werd 76e maar verdiende toch $36.000, zijn grootste cheque tot op heden.

## Gewonnen
- 2000: PFP Classic in Maleisië, PGA Kampioenschap in Maleisië
- 2001: Genting Masters in Maleisië
- 2003: Tiger Challenge, Accenture Champion of Champions, beiden in Singapore
- 2007: BILT Open in India
- 2008: PGA Kampioenschap in Singapore, Mercedes-Benz Masters Indonesia, Volvo Masters of Asia in Singapore